# Sylvie Kreusch
Sylvie Kreusch (16 mei 1991) is een Belgische muzikante en fotomodel.

## Muziek- en modecarrière
In 2007, op 16-jarige leeftijd, richtte Kreusch samen met haar schoolvrienden haar eerste muziekband op genaamd Soldier's Heart. Met die band won ze de eerste editie van De Nieuwe Lichting van Studio Brussel in 2013. Kreusch verliet de band in 2016.
In 2016 voegde Kreusch zich bij de muziekband Warhaus van haar toenmalige vriend Maarten Devoldere. Samen namen ze een Belgium Music Industry Award- winnende act op, Warhaus, wiens debuutplaat de nummer 1 bereikte in de nationale Albums Chart in 2016. Track 9 van dit album is naar haar vernoemd: Kreusch. Als Warhaus gaven ze talloze concerten en speelden ze op muziekfestivals. Het grootste was het in Polen gevestigde internationale Opole Songwriters Festival. Ze werden ook uitgenodigd om op te treden tijdens een modeshow.
Kreusch nam als fotomodel deel aan de Spring 2018 Paris Fashion Week show van Ann Demeulemeester.
Later, terwijl ze haar droom om soloartiest te worden najaagde, zette Kreusch haar engagement voor muziek in de modewereld voort. De unieke kans was een carte blanche-uitnodiging die ze ontving om muziek voor te bereiden om de Olivier Theyskens-modecollectie voor Paris Haute Couture Week 2018 te animeren. Seedy Tricks, de artistieke video die ze heeft opgenomen - en de collectie die ze presenteerde - kreeg internationaal applaus en erkenning.  Dit was haar debuut als soloartiest. De video verschijnt tussen de collecties van Azzaro Couture-spots.
Vervolgens schreef ze de soundtrack voor de Prada lente/zomer 2018-campagne, en later schreef ze ook voor Victoria's Secret en BMW.
Kreusch keerde als soloartiest ook terug naar het Opole Festival, een jaar nadat ze er met Warhaus had opgetreden.
In 2021 nam ze de solosingle Just a Touch Away op. De opname maakte ze (inclusief de video) tijdens de coronapandemie, toen ze drie maanden in Normandië verbleef vanwege de lockdown.
Eind 2021 bracht ze haar debuutalbum Montbray uit. Het nummer Walk Walk werd een radiohit, en werd zelf nummer 1 in De Afrekening op Studio Brussel. Met het album scoorde ze twee MIA-nominaties, waarvan ze er eentje wist te verzilveren (Beste Artwork).

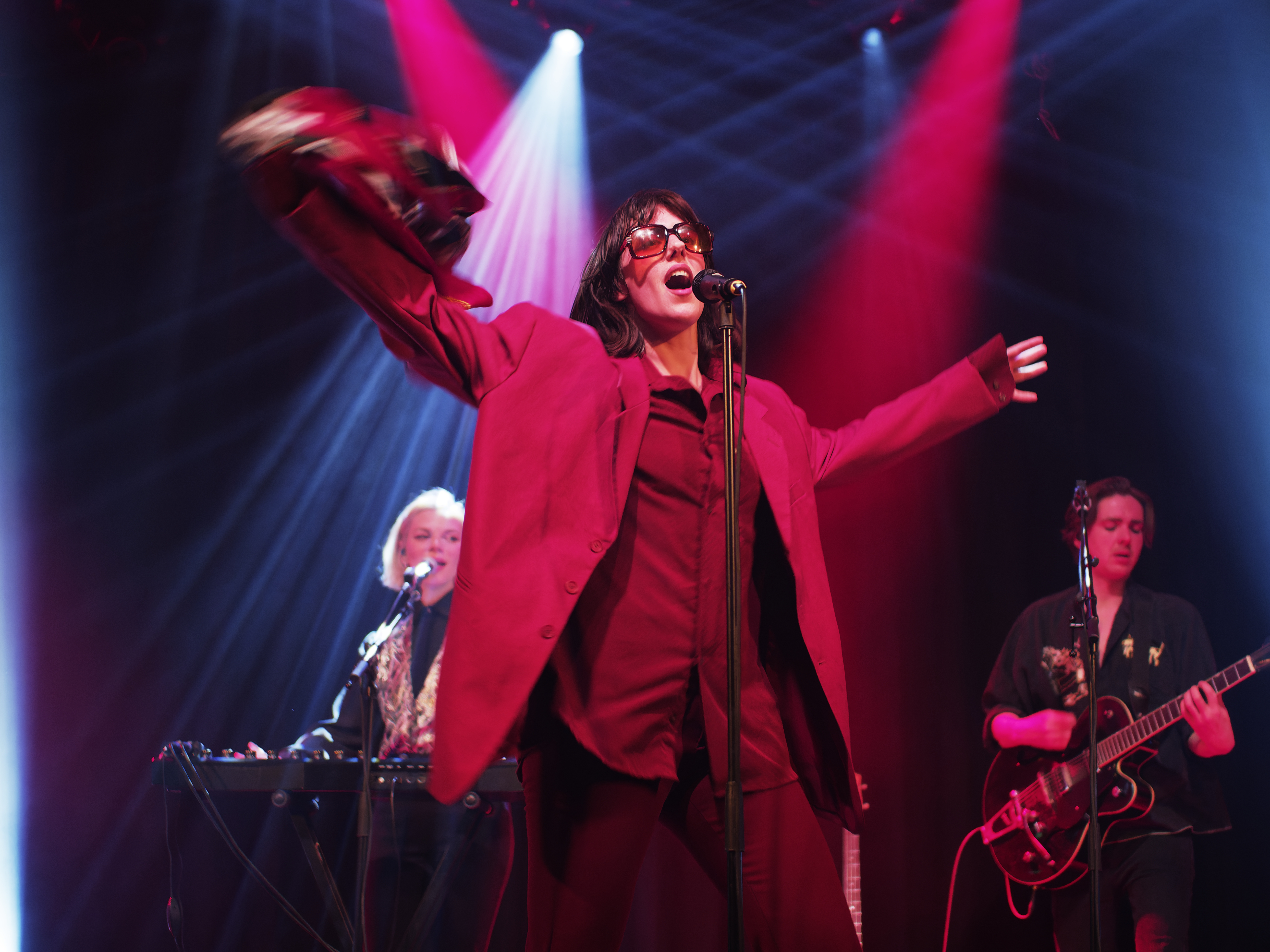
Kreusch tijdens een optreden in Utrecht, 2022

In 2024 was Sylvie Kreusch de ambassadrice van Record Store Day Belgium. Haar nieuwe single Comic Trip werd toen op beperkte oplage uitgebracht op vinyl. 
Op 8 november 2024 bracht Kreusch haar tweede solo-album, Comic Trip, uit. Met dit album won ze 3 sectorprijzen tijdens de MIA's: Artwork, Auteur/Componist (samen met Jasper Segers) en beste videoclip (voor de videoclip van Comic Trip).

## Discografie

### Singles
- Seedy Tricks (2018)
- Please to Devon (2019)
- BADA BING! BADA BOOM! (2019)
- Wild Love (2020)
- Just A Touch Away (2021)
- All Of Me (2021)
- Let It All Burn (2021)
- Girls (2022)
- Comic Trip (2024)
- Hocus Pocus (2024)
- Ride Away (2024)
- Ding Dong (2024)
- Daddy's Selling Wine In A Burning House (2024)

### Albums
- Montbray (2021)
- Comic Trip (2024)

### Met Warhaus

#### Singles
- The Good Lie (2016)
- I'm Not Him (2016)
- Bruxelles (2016)
- Memory (2016)
- Beaches (2017)

#### Albums
- We Fucked a Flame Into Being (2016)

### Met Soldier's Heart
- Soldier's Heart (Single, 2015)
- Night By Night (Album, 2016)

## Onderscheidingen en erkenning
- In 2018 ontving Sylvie Kreusch tijdens de Red Bull Elektropedia Awards de titel van Most Promising Artist 2018.[20][21]
- In 2022 kreeg Kreusch de MIA voor Beste Artwork voor het album Montbray.
- In 2025 ontving Kreusch drie sectorprijzen tijdens MIA's, voor Beste Artwork en Beste Videoclip bij Comic Trip en samen met Jasper Segers Beste Auteur/componist.[22]